# Eisenbahnunfall von Sahiwal
Bei dem Eisenbahnunfall von Sahiwal fuhr am 29. September 1957 im Bahnhof von Montgomery (heute: Sahiwal) in der Provinz Punjab, Pakistan, ein Personenzug auf einen Güterzug auf. Mindestens 250 Menschen starben.

## Ausgangslage
Die betroffene Bahnstrecke war im Bereich von Montgomery nicht mit Streckensignalen ausgerüstet. Die Lokomotivführer mussten sich also auf die Fahrbefehle der Fahrdienstleiter verlassen, von denen einzig die gesamte Betriebssicherheit abhing. Der Unfall ereignete sich kurz vor Mitternacht, im Dunkeln.
Der Güterzug hatte im Bahnhof Montgomery gehalten. Er hatte unter anderem Öl geladen. Ihm folgte ein Personenzug, der aus dem Westen von Pakistan nach Karatschi unterwegs und völlig überfüllt war.

## Unfallhergang
Der Fahrdienstleiter des Bahnhofs Montgomery vergaß, die Weiche der Fahrstraße, die der Güterzug befahren hatte, hinter dem Zug wieder zurückzustellen. Der Lokführer des nachfolgenden Personenzugs konnte den vor ihm stehenden Güterzug wegen der nächtlichen Sichtverhältnisse auch nur im letzten Moment wahrnehmen. Er fuhr deshalb mit voller Streckengeschwindigkeit in das Ende des Güterzuges hinein. Das von dem Güterzug transportierte Öl explodierte sofort und setzte die Züge in Brand. Leichen wurden noch mehrere hundert Meter von der Unfallstelle entfernt gefunden.

## Folgen
Mindestens 250 Menschen starben und 150 weitere wurden verletzt.

## Unfall von 1924
Am 29. August 1924 starben 107 Menschen und 104 wurden darüber hinaus verletzt, als nach einem Fehler des Fahrdienstleiters zwei Personenzüge in dem damals „Montgomery“ genannten Bahnhof kollidierten.